# Африканская международная ассоциация
Африканская международная ассоциация (фр. Association Internationale Africaine) — организация, созданная бельгийским королём Леопольдом II для продвижения гуманитарных проектов в Центральной Африке, которые стали основой создания Свободного государства Конго на территории современной Демократической Республики Конго. Ассоциация, созданная в 1876 году на Брюссельской географической конференции, к которой Леопольд II привлёк около 40 видных экспертов, бывшими также крупными филантропами из ряда европейских государств. Таким образом, первоначально ассоциация представляла собой собрание учёных и филантропов, однако вскоре Леопольд II стал доминировать над организацией. Первоначально целью ассоциации было «открытие» плохо исследованного Конго и «цивилизирование» местных жителей. Представители различных государств образовали свои национальные комитеты, в которых экономические задачи стали преобладать над филантропическими.
Каждый комитет организовывал собственные экспедиции во внутренние районы Африки. Полученная информация не распространялась среди стран-участниц ассоциации, а использовалась для объявления притязаний на ту или иную территорию.

## Колониальный раздел Африки
Известный исследователь Генри Стэнли с 1879 по 1884 годы под покровительством Леопольда II и бельгийского комитета ассоциации был в Конго с целью организации Свободного государства Конго. В то же самое время французский морской офицер Пьер Бразза путешествовал по западному бассейну Конго и водрузил флаг Франции над основанным Браззавилем в 1881 году Португалия, также имевшая «законные» права на территорию, подписала 26 февраля 1884 года договор с Великобританией, блокировавший доступ конголезскому обществу в Атлантический океан. В то же самое время, различные европейские государства также желали утвердиться в Африке. Франция, оккупировавшая Тунис, захватила современную Республику Конго в 1881 году и Гвинею в 1884 году. В 1882 году Великобритания оккупировала Египет и Судан. К 1882 году Италия захватила Сомали, а Германия в 1884 году объявила Тоголенд, Камерун и Намибию под своим протекторатом.

## Распад Ассоциации
Огромное количество конкурирующих интересов привели к дезинтеграции по национальному признаку. Окончательную точку в истории ассоциации поставила Берлинская конференция 1884—1885, на которой был решён вопрос раздела Африки. Используя ассоциацию как ширму, Леопольд II смог закрепить свои позиции в бассейне реки Конго и организовать личную колонию.